# Jennifer Rush
Jennifer Rush, egentligen Heidi Stern, är en popsångerska född 29 september 1960 i Queens, New York i USA.

## Biografi
Jennifer Rush är dotter till operasångaren Maurice Stern och pianisten Barbara Stern (avliden 1984). Hon är syster till jazzmusikern Bobby Stern och musikern Stephen Stern.
Hennes namnbyte kom först 1983 efter att hon flyttat till Västtyskland för att slå igenom därifrån. Därför debuterade hon som Heidi Stern när hennes första skiva släpptes i USA 1979. 2010 berättade Jennifer i en tysk tidning att hon faktiskt tidigt lade till sitt artistnamn Jennifer som ett riktigt förnamn, men att hon egentligen själv lika gärna hade fortsatt heta Heidi som artist men att hennes dåvarande skivbolag, CBS, propsade på ett mer "internationellt" namn.
Sedan 2006 bor Jennifer Rush i London med sin dotter Ariel Stern Rush (född 1993).

## Karriär
Jennifer Rush har gett ut skivor på engelska, spanska, franska, tyska och ungerska. Hon har sjungit duett med bl.a. Elton John, Michael Bolton, José Carreras, Brian May, Leslie Mandoki och Plácido Domingo.
Rushs mest kända sång är powerballaden The Power of Love från 1984, som hon även var medkompositör till. Sången spelades senare in av bland andra Laura Branigan, Céline Dion och Elisabeth Andreasson (på svenska som "Ängel Inatt"). Rush fanns fram till 1992 representerad i den brittiska utgåvan av Guinness rekordbok, där The Power of Love stod omnämnd som "the best selling single by a female solo artist in the history of British pop music" ("den bäst säljande singelskivan någonsin av en kvinnlig artist i den brittiska popmusiken"), efter att singelskivan legat etta där i fem veckor. 1992 övertogs rekordet av Whitney Houstons I Will Always Love You.
Hon har framfört musik i flera filmer, exempelvis You're Getting Under My Skin i Eleanor Bergsteins långfilm Let It Be Me 1995 och den tyska versionen av ledmotivet till Walt Disneys tecknade långfilm Pocahontas. 
1988 sjöng hon Sense & Sensibility i reklam för Daimler Benz AG.
I mars 2010 släpptes hennes album Now Is the Hour, vilken är hennes första skiva på 13 år med helt nytt material. Skivan skapades tillsammans med flera norska musiker och bland låtskrivarna fanns Natasha Bedingfield.
2013 genomförde Jennifer en konserthusturné i Sydafrika och sjöng i flera teve- och radioprogram.

### I Sverige
Rush har vid flera tillfällen medverkat i Stina Dabrowskis TV-program i Sverige och även skrivit text till sången Angel, som Tomas Ledin skrev musiken till. 1985 medverkade hon i TV-programmet Nöjesmassakern, där hon även talade svenska i en sketch. 1987 nådde den förhandsutsålda europaturnén "Heart Over Mind Tour" Göteborg och Stockholm. Den planerade Lund-konserten fick ställas in då Olympen inte hade plats för orkestern.
Flera svenska artister har spelat in Jennifers låtar, bland annat med Elisabeth Andreassons "Ängel i natt" (svensk version av "The Power Of Love") och Thomaz Ransmyr "I See A Shadow (Not A Fantasy)".

## Diskografi
"–" betyder antingen att ingen uppgift finns, eller att skivan inte släpptes på den marknaden.

### Album
| År   | Album                                | Högsta listplacering | Högsta listplacering | Högsta listplacering    | Högsta listplacering | Högsta listplacering | Högsta listplacering | Högsta listplacering | Högsta listplacering | Högsta listplacering |
| År   | Album                                | Storbritannien       | US                   | Västtyskland / Tyskland | Norge                | Sverige              | Schweiz              | Österrike            | Sydafrika            | Grekland             |
| ---- | ------------------------------------ | -------------------- | -------------------- | ----------------------- | -------------------- | -------------------- | -------------------- | -------------------- | -------------------- | -------------------- |
| 1979 | Heidi                                | –                    | –                    | –                       | –                    | –                    | –                    | –                    | –                    | –                    |
| 1984 | Jennifer Rush                        | 7                    | –                    | 2                       | 1                    | 2                    | 3                    | 5                    | 1                    | –                    |
| 1985 | Movin'                               | 32                   | –                    | 1                       | 1                    | 1                    | 1                    | 8                    | 3                    | –                    |
| 1987 | Heart Over Mind                      | 48                   | 118                  | 1                       | 6                    | 4                    | 1                    | 9                    | 2                    | –                    |
| 1988 | Passion                              | –                    | –                    | 3                       | –                    | 10                   | 4                    | 24                   | –                    | –                    |
| 1989 | Wings of Desire                      | –                    | –                    | 12                      | –                    | 18                   | 13                   | –                    | –                    | –                    |
| 1991 | The Power of Jennifer Rush           | –                    | –                    | 40                      | –                    | –                    | 34                   | 37                   | –                    | –                    |
| 1992 | Jennifer Rush                        | –                    | –                    | 35                      | –                    | –                    | 38                   | –                    | –                    | –                    |
| 1995 | Out of My Hands                      | –                    | –                    | 15                      | –                    | –                    | 28                   | 30                   | –                    | –                    |
| 1997 | Credo                                | –                    | –                    | 26                      | –                    | –                    | –                    | 37                   | –                    | –                    |
| 1998 | Classics                             | –                    | –                    | 34                      | –                    | –                    | –                    | –                    | –                    | –                    |
| 2007 | Stronghold - The Collector's Hit Box | –                    | –                    | –                       | –                    | –                    | –                    | –                    | –                    | –                    |
| 2010 | Now Is the Hour                      | –                    | –                    | 21                      | –                    | –                    | 61                   | 51                   | –                    | 6                    |

### Singlar
Placering på svenska försäljningslistan (om uppgift funnits) samt utgivningsår inom parentes. Asterisk anger att låten marknadsförts med en officiell musikvideo.
- Tonight / Listen To What I Say (1982, som Heidi Stern)
- Into My Dreams / Give Out (1983)
- Come Give Me Your Hand / Witch Queen of New Orleans (1983)
- Witch Queen of New Orleans / Come Give Me Your Hand (1983, singeln hade annan A-sida endast i Sverige, pressad i Nederländerna)
- 25 Lovers / Surrender (1984)
- Ring of Ice / Never Gonna Turn Back Again (1984, även på maxisingel med extraspåret Give Out)*
- The Power of Love / I See a Shadow (Not a Fantasy) (1984, 2:a)*
- Si tu eres mi hombre y yo to mujer / The Power of Love (1985)
- Madonna's Eyes / Surrender (endast i Storbritannien, 1986)*
- Destiny / The Right Time Has Come Now (1985)*
- If You're Ever Gonna Lose My Love / Testify With My Heart (1985)*
- If Youre Ever Gonna Lose My Love / Madonna's Eyes (dubbelt A-sidig singel endast släppt i Sverige, pressad i Nederländerna, 1986)
- No me canso de pensar de ti / Testify With My Heart (1986)
- I Come Undone / Search the Sky (1987)*
- Flames of Paradise (duett med Elton John) / Call My Name (1987)*
- Heart Over Mind / Heart Wars (1987)*
- You're My One and Only / Rain Coming Down On Me (1988)*
- Viva De Me Vida (på spanska) / Rain Coming Down On Me (1988)
- Keep All the Fires Burning Bright / You Dont Know What You've Got (Till It's Gone) (1988)*
- Solitaria Mujer (på spanska) / Keep All the Fires Burning Bright (1988)
- Another Way / Another Way (instrumental) (1988, från filmen Another Way - skivan släpptes enbart i Japan)
- Sense & Sensibility (Reklamsingel, 1989)
- Love Get Ready / Now That It's Over (1989)*
- Till I Loved You (duett med Plácido Domingo) / Overture Espana (1989)*
- Higher Ground / Angel (1989)*
- Yes We Can / Yes We Can (instrumental) (som medlem av Artists United For Nature)*
- Wings of Desire / Love is the Language of the Heart (1990)*
- We are the Strong / We are the Strong (part 2) (1990, från filmen Fire, Ice & Dynamite)
- Ave Maria (Survivors of a Different Kind) / Flames of Paradise (duett med Elton John) (1991, A-sidan inspelad 1985, B-sidan inspelad 1987)
- Never Say Never / Everything (1992)
- Vision of You / Waiting for the Heartache (1992)
- Vision de ti (på spanska) (1992)
- A Broken Heart (1993)
- Tears In The Rain (1995)*
- Out Of My Hands (1995)*
- Who Wants To Live Forever (duett med Brian May, 1995)
- Das Farbenspiel des Winds (1995, från tyskspråkiga filmmusiken till Pocahontas)
- Credo (1997)*
- Credo / Ya que te tengo a ti (båda på spanska) (1997)
- Sweet Thing (1997)
- Piano in the Dark (1997)
- The End of a Journey (1998)
- Before the Dawn (2010, nerladdning, CD-singel)
- Echoes Love / Echoes Love (radio remix) (2010, nerladdning, CD-singel)

### Övrig skivmedverkan
- Frere Jaques (på franska, från "Barneys Great Adventure")
- You & I (Från Disneys "Atlantis")
- Berlin Filmharmonic Orchestra (Liveinspelning, Jennifer framför fyra ledmotiv från James Bond-filmer)
- Room No 8" (Duett med Leslie Mandoki, från "The Story So Far")

### Album som finns utgivna med några sånger på annat språk än originalutgåvan
- Jennifer Rush (1984/1985, med låtar på spanska)
- Movin' (1985, med låtar på spanska)
- Passion (1988, med låtar på spanska)
- Jennifer Rush (1992, med låtar på spanska)
- Credo (1997, med låtar på spanska)
- Classics (1998, med låtar på spanska eller på ungerska)

### Albumvarianter
- Jennifer Rush - International Version (1984, med andra mixar av flera låtar)
- Jennifer Rush (1985, i Förenta Staterna - en sammanslagning av "Jennifer Rush" och "Movin'")
- Heidi Stern (återutgåva 1987 av debutalbumet från 1979, nu med hela namnet som titel)